# Зібров Андрій Юрійович
Андрій Юрійович Зібров (нар. 5 липня 1973, Ленінград, Російська РФСР, СРСР) — російський актор театру і кіно.

## Біографія
Народився 5 липня 1973 року в місті Ленінграді (нині — Санкт-Петербург).
Займався театральним мистецтвом в Ленінградському театрі юнацької творчості (ТЮТ).
У 1996 році закінчив акторський факультет Санкт-Петербурзької державної академії театрального мистецтва (СПбДАТМ) (курс Веніаміна Фильштинського).
Працював в театрі «На Крюковому каналі» в Санкт-Петербурзі.
З січня 1997 року служив у трупі Санкт-Петербурзького академічного театру імені Ленсовета. Є актором Театру естради ім. А. І. Райкіна.

### Важка травма
В ніч з п'ятниці 23 на суботу 24 квітня 2010 року біля будинку № 11 по Каменноостровському проспекту Зібров отримав важке поранення, коли заступався за свою дружину. До неї приставали двоє: Володимир Прохорцев та Антон Івченко. Коли Зібров почав захищати дружину, Івченко вистрілив акторові в голову з травматичного пістолета. Зберегти очі не вдалося, Зіброву був вставлений очний протез.
Івченко згодом був засуджений до трьох років позбавлення волі і виплати компенсації в 600 000 рублів.

### Родина
- Батько — Юрій Зібров.
- Мати — Тетяна Іванівна.
- Сестра — Олена Зіброва.

## Творчість

### Ролі в театрі

#### Театр «На Крюковому каналі»
- 1996 — «Записки божевільного», моноспектакль за однойменною повістю М. В. Гоголя (режисер — Грачова Л. В.) — Аксентій Іванович Поприщин[3]
- 1996 — «Жарти Чехова»
- 1996 — «Час Висоцького»
- 1996 — «Дорога»

#### Санкт-Петербурзький академічний театр імені Ленсовета
- 1997 — «Войцек» за однойменною п'єсіою Георга Бюхнера (режисер — Юрій Бутусов; прем'єра — 8 лютого 1997 роки) — тамбурмажор[4]
- 1997 — «В очікуванні Годо» за однойменною п'єсою Семюела Беккета (режисер — Юрій Бутусов ; прем'єра — 9 жовтня 1997 роки) — Лаккі[5]
- 1997 — «Король, дама, валет» за п'єсою Олександра Гетьмана по однойменним романом Володимира Набокова (режисер — Владислав Пазі ; прем'єра — 12 січень 1997 роки) — 2-й санітар, манекен, офіціант[6]
- 1998 — «Калігула» за однойменною п'єсою Альбера Камю (режисер-постановник — Юрій Бутусов ; прем'єра — 9 жовтня 1998 року) — мерею, старий патрицій[7][8][9]
- 1999 — «Братик Кролик на дикому Заході» за п'єсою Едуарда Гайдая (режисер — Владислав Пазі) — братик Півень, постової[10]
- 2003 — «Володимирська площа», опера (мюзикл) В'ячеслава Вербина і Олександра Журбіна за романом « Принижені і ображені» Ф. М. Достоєвського (режисер — Владислав Пазі) — Іван Петрович, молодий письменник (від його особи ведеться розповідь)[11]
- 2003 — «Запрошення в замок» за однойменною п'єсою Жана Ануя (режисер — Владислав Пазі) — Орас / Фредерік, брати-близнюки, племінники леді Демерморт[12]

### Фільмографія
- 1998 — Гірко! — Єгор, жених Люсі (військовий / датський принц / повітряний гімнаст Циганов)
- 1999 — Жіноча власність —  Костя, колишній чоловік Ольги
- 2000- 2004-Агент національної безпеки (сезони № 2-5)- Геннадій Ніколаєв, стажист (далі — лейтенант ФСБ, старший лейтенант, капітан)
- 2000 — Особливості національного полювання в зимовий період —  Ігор Валентинович Речников
- 2000 — Імперія під ударом —  Володимир Михайлович Агєєв («Топаз»)
- 2001 — Вулиці розбитих ліхтарів. Менти-4 (серія «Сальдо-бульдо») —  Книшов
- 2001 — Спецвідділ —  «Клест»
- 2001 — Механічна Сюїта —  Віктор, машиніст поїзда
- 2001 — Ніро Вульф і Арчі Гудвін (фільм № 4 «Справа в капелюсі») —  Персіваль Браун
- 2002 — Спецназ-1 (серії № 1, 2, 3 — «Зламана стріла», «Засідка», «Клинок») —  Олексій Шахмаметьєв («Шах»), прапорщик
- 2002 — На ім'я Барон (серії № 4, 6, 7) —  Валерій Євгенович Томашевський, слідчий
- 2002 — Ніж у хмарах —  Слєпцов, актор
- 2002 — Щоденник камікадзе
- 2002 — Убивча сила 4 (фільм «Останній причал») —  Заславський, керівник експедиторської фірми
- 2003 — Танцюрист
- 2003 — Особливості національної політики —  Веня, бандит-невдаха
- 2003 — Лінії долі —  Клим
- 2003 — Команда —  Олексій Краснов, півзахисник, капітан ФК «Торпедо» (Болотне)
- 2004 — Диверсант —  лейтенант-дізнавач
- 2005 — Фаворський —  Ігор Олегович Малютін
- 2005 — Грозові ворота —  Андрій Юрійович Гаврилов, підполковник, начальник штабу
- 2005 — Принцеса и жебрак —  представник турфірми
- 2005 — Загибель імперії (серія № 7 «Гроза») —  Павло Миколайович Переверзєв, російський адвокат, політичний діяч
- 2005 — Брежнєв —  Коновальчук, старшина-прикордонник
- 2006 — У. Е. —  Олег Васильович Банников
- 2006 — Синдикат —  Владислав Масленіков («Долар»)
- 2006 — Пушкін. Остання дуель —  князь Петро Володимирович Долгоруков
- 2006 — Година пік —  Віталій Обухів
- 2006 — Двоє зі скриньки —  Олександр Адашев-Гурський, незалежний журналіст
- 2007 — Даішники —  Георгій, компаньйон Шер-хана
- 2007 — Одна любов душі моєї —  князь Петро Володимирович Долгоруков
- 2007 — Злочин і покарання —  Петро Петрович Лужин, 45 років, адвокат, надвірний радник ' '
- 2007 — На шляху до серця —  Корабельников
- 2008 — Той, хто гасити світло —  Ігор Страхов, художник-інвалід
- 2008 — Літєйній, 4 —  дільничний Ігор Степцов (в серії «Край обпалених ікон») і Олег Ігорович Бойцов (в серії «Обличчя»)
- 2008 — Батьківський день —  Сергій Тарасов
- 2008 — Завжди говори «завжди» 4 —  Теодор
- 2008 — Двоє зі скриньки 2 —  Олександр Адашев-Гурський, незалежний журналіст
- 2009 — Убік від війни —  Єршов, політрук
- 2009 — Зграя —  Гліб, підприємець
- 2010 — Солдати. Дембель неминучий —  Віталій Альбертович Японців, підполковник
- 2010 — Капітан рік (фільм № 4 «Рідна кров») —  Андрій Тардинін, бізнесмен
- 2010 — Російський дубль —  Андрій Михайлов, приватний детектив, один Максима Самойлова, один із засновників приватного детективного агентства «Два товариша»
- 2010 — Смерть Вазір-Мухтара. Любов і життя Грибоєдова —  імператор Микола I
- 2010 — Господар —  Гірський
- 2010 — Помста без права передачі —  Віктор Корнєєв
- 2011 — Морські дияволи 5 (серія № 22 «Наречена, що втекла») —  Кулик
- 2011 — Лють —  Равіль Бахтіяров, майор ФСБ, знайомий Розумовського
- 2011 — Спадкоємиця —  Михайло, режисер
- 2011 — Я бажаю тобі себе (Україна) —  Жора, бухгалтер
- 2011 — Відрив —  Олег Кушаков
- 2012 — Зрадник —  «Африка», наркобарон
- 2012 — Біла гвардія —  Олександр Броніславович Студзинский, штабс-капітан
- 2013 — Солдати-17 —  Віталій Альбертович Японців, полковник, начальник штабу дивізії
- 2013 — Шерлок Холмс (фільм № 3 «Паяци») —  Чарлі Вільямс, арештант, товариш по службі доктора Джона Уотсона
- 2013 — Хуторянин —  Олександр Соломатін, командир ОМОН
- 2013 — Вулиці розбитих ліхтарів. Менти-13 —  Ігор Сергійович Градовіков, полковник поліції, начальник міжрайонного УВС
- 2014 — Купрін. Поєдинок —  Петерсон, капітан
- 2014 — Вулиці розбитих ліхтарів. Менти-14 —  Ігор Сергійович Градовіков, полковник поліції, начальник міжрайонного УВС
- 2014 — Григорій Р. —  лікар Лазоверт
- 2014 — Кращі вороги —  Михайло Миколайович Романов, майор, співробітник аналітичного відділу ГУВС
- 2014 — Шаман —  Генріх Штольц, адвокат
- 2015 — Культ —  Михайло Сельвинский
- 2015 — Тальянки —  Михайло Іванович Боташ, полковник ВПС СРСР, комендант аеродрому
- 2015 — Вулиці розбитих ліхтарів. Менти-15 —  Ігор Сергійович Градовіков, полковник поліції, начальник міжрайонного УВС
- 2016 — Наше щасливе завтра —  майор
- 2017 — Шеф. Гра на підвищення —  Сергій Сельцов
- 2017 — Вулиці розбитих ліхтарів. Менти-16 —  Ігор Сергійович Градовіков, полковник поліції, начальник міжрайонного УВС
- 2017 — Троцький —  Вільгельм II
- 2017 — Невський. Перевірка на міцність —  Малишев, полковник поліції, начальник поліції УМВС по Центральному району
- 2018 — Мельник —  Арсеній Петрович Малиновський
- 2018 — Ворона —  Іван Михайлович Снєгірьов, слідчий
- 2019 — Алекс Лютий —  Лев Вікторович Проценко
- 2020 — Агент національної безпеки. Повернення —  Геннадій Миколаїв
- 2020 — Чудова п'ятірка 2 —  Аркадій

## Визнання і нагороди
- 1999 — лауреат Санкт-Петербурзької незалежної акторської премії імені Владислава Стржельчика за «Акторський ансамбль» (разом з Михайлом Пореченковим, Михайлом Трухіним і Костянтином Хабенським) — за роль Лаккі у виставі «В очікуванні Годо» режисера Юрія Бутусова на сцені Санкт-Петербурзького академічного театру імені Ленсовета[13].